# Zygia pilosula
Zygia pilosula là một loài thực vật có hoa trong họ Đậu. Loài này được (Pittier) Britton & Rose ex Britton & Killip miêu tả khoa học đầu tiên năm 1936.